# Efrizweiler
Efrizweiler ist ein Stadtteil von Friedrichshafen am Bodensee, der zur Ortschaft Kluftern gehört.

## Geschichte
Efrizweiler wurde urkundlich erstmals am 8. April 1166 anlässlich einer Zeugenschaft bei einem Rechtsgeschäft zwischen der Kirche zu Konstanz und dem Kloster Salem durch den Gerichtsherrn Bertoldus de Wilare (Berthold von Weiler) erwähnt. Zu seinem Namen kam Efrizweiler 1259 durch seinen Gerichtsherrn Efrid von Wilare. Der mit der Efrizweiler Herrschaft belehnte niedere Adel zählte zur Ritterschaft des Kantons Allgäu und nannte sich von Wilare.
Auf dem höchsten Punkt der Ansiedlung befand sich im Mittelalter ein befestigter Wohnturm, der später erweitert und Schloss genannt wurde, das angeblich einst von einem Wassergraben umgeben war; heute wird es unter dem Namen "Schloss der Farben" als Jugendtherapieklinik für Essstörungen genutzt.
Im 15. Jahrhundert gehörten die beiden Ritterorte Efrizweiler und Kluftern der Patrizierfamilie Besserer zu Ravensburg, im 16. Jahrhundert den Landauern, danach bis 1637 den Herren von Ratzenried (Nachkommen der Humpis, einem geadelten Kaufmannsgeschlecht aus Ravensburg). 1672 wurde die Herrschaft an das Haus von Fürstenberg-Heiligenberg verkauft und an das Hochstift Konstanz verpfändet. 1719 gelangte der Ort an das Kloster Salem, 1777 wieder an Konstanz und 1797 zurück an den Fürsten von Fürstenberg. 
Nach der Mediatisierung 1803 und der Neuordnung durch Napoleon 1806 fiel der Ort an Baden und bildet mit Kluftern eine Gemeinde im Bezirksamt Meersburg, 1824 im fürstenbergischen Amt Heiligenberg, 1842 erneut im Bezirksamt Meersburg und 1857 im Bezirksamt Überlingen, aus dem 1939 der Landkreis Überlingen hervorging. 1861 wurde der Nachbarort Lipbach (Gemeinde Riedheim) auf dessen Ersuchen nach Kluftern eingemeindet. 
Am 1. April 1972 wurde die Gemeinde Kluftern mit dem Teilort Efrizweiler nach Friedrichshafen eingemeindet.